# Ammoxenus
Ammoxenus es un género de arañas araneomorfas de la familia Ammoxenidae. Se encuentra en África.

## Especies
Según The World Spider Catalog 12.0:
- Ammoxenus amphalodes Dippenaar & Meyer, 1980
- Ammoxenus coccineus Simon, 1893
- Ammoxenus daedalus Dippenaar & Meyer, 1980
- Ammoxenus kalaharicus Benoit, 1972
- Ammoxenus pentheri Simon, 1896
- Ammoxenus psammodromus Simon, 1910